# Valea Șchiopului, Buzău
Valea Șchiopului este un sat în comuna Pardoși din județul Buzău, Muntenia, România. Se află în nordul județului, în apropiere de Râmnicu Sărat.